# Zee Cine Award/Bester Liedtext
Der Zee Cine Award Best Lyricist ist eine Kategorie des indischen Filmpreises Zee Cine Award: der Preis für den besten Liedtext.
Der Zee Cine Award Best Lyricist wird von der Jury gewählt. Der Gewinner dieses Preises wird in der Verleihung bekanntgegeben. Die Verleihung findet jedes Jahr im März statt.
Javed Akhtar hält mit vier Preisen den Rekord, Gulzar wurde in dieser Kategorie dreimal ausgezeichnet.
Folgende Liedtexter haben den Preis gewonnen:
| Jahr | Liedtexter       | Film – Lied                             | Deutscher Titel                        |
| ---- | ---------------- | --------------------------------------- | -------------------------------------- |
| 1998 | Javed Akhtar     | Border – Sandese Aate Hain              | —                                      |
| 1999 | Sameer           | Kuch Kuch Hota Hai – Kuch Kuch Hota Hai | Und ganz plötzlich ist es Liebe …      |
| 2000 | Anand Bakshi     | Taal – Ishq Bina                        | —                                      |
| 2001 | Javed Akhtar     | Refugee – Panchhi Nadiya                | —                                      |
| 2002 | Javed Akhtar     | Lagaan – Radha Kaise Na Jale            | Lagaan – Es war einmal in Indien       |
| 2003 | Gulzar           | Saathiya – Saathiya                     | Saathiya – Sehnsucht nach dir          |
| 2004 | Amrita Pritam    | Pinjar – Charka Chalati Hai             | —                                      |
| 2005 | Javed Akhtar     | Swades – Yeh Jo Des Hai Tera            | Swades – Heimat                        |
| 2006 | Gulzar           | Bunty Aur Babli – Kajra Re              | —                                      |
| 2007 | Prasoon Joshi    | Rang De Basanti – Masti Ki Pathshala    | Rang De Basanti – Die Farbe Safran     |
| 2008 | Prasoon Joshi    | Taare Zameen Par – Maa                  | Taare Zameen Par – Ein Stern auf Erden |
| 2009 | keine Verleihung |                                         |                                        |
| 2010 | keine Verleihung |                                         |                                        |
| 2011 | Gulzar           | Ishqiya – Dil Toh Bachcha Hai Ji        | —                                      |
| 2012 | Irshad Kamil     | Rockstar                                | —                                      |
| 2013 | Kausar Munir     | Ishaqzaade – Pareshaan                  | —                                      |
| 2014 | Mithoon Sharma   | Aashiqui 2 – Tum Hi Ro                  | —                                      |